# المدرسة الفاروقية

## المدرسة الفاروقية بحلب.

### تأسيسها
```
أسس (المدرسة الفاروقية)الأستاذ محمد نجيب باقي زادة الذي كان مفتشاً للمعارف عام 1903 م بالتعاون مع بعض إخوانه من العلماء أمثال الشيخ محمد راغب الطباخ، والشيخ صادق الرفاعي، والأستاذ مصطفى العباسي وأطلق عليها أولاً اسم (
مدرسة شمس الترقي
)، وتولى إدارتها مستعيناً بإخوانه العلماء في القيام بالتدريس فيها فتولى الشيخ محمد راغب الطباخ تدريس مواد اللغة العربية والإنشاء بالإضافة إلى المواد الدينية والشرعية وعمل على تطويرها وتغيير اسمها إلى (
شمس المعارف
)وظل الشيخ محمد راغب الطباخ مدرساً في هذه المدرسة عاملاً على تطويرها ونهضتها لتصبح مدرسة تجهيزية وأطلق عليها اسم (
المدرسة الفاروقية
)
عام 1918
 نسبة إلى الخليفة العادل 
عمر بن الخطاب
 رضي الله عنه. وكانت المدرسة الأهلية الأولى في الثقافة العربية ونشر المعارف والعلوم العصرية وتقوم بنشاط واسع في المدينة فتقيم الندوات والمهرجانات الخطابية والشعرية والتمثيليات الهادفة بل إن بعض الباحثين جعل من مسرحها نواة للمسرح الحلبي. 
```

من مقال للأستاذ محمد عدنان كاتبي عن المدرسة الفاروقية محمد عدنان كاتبي

#### نشاطاتها
```
استقطبت المدرسة الفاروقية جملة من كبار المعلمين من العلماء والأدباء والمفكرين فكان من مدرسيها العلاّمة محمد راغب الطباخ والشيخ محمد جميل العقاد والشيخ صادق الرفاعي والأستاذ مصطفى نعمت العباسي والأستاذ عبد الغفور المسوتي والأستاذ عبد الغني جودة والأستاذ أحمد الأبري والأستاذ منيب النقشبندي والأستاذ سامي الكيالي وغيرهم كما تخرج منها على سبيل المثال الأساتذة: 
عبد القادر الأسود
، صالح الحفار، الشاعر عمر بهاء الأميري، خير الدين الأسدي، عمر أبو قوس، نبيه الجبل، محمد نجيب الجبل، نجيب طحان، نديم أبودان، والدكتور نافع فنصة وغيرهم كثير..كما أنشأت المدرسة الفاروقية مجلة خاصة بها سميت ب«حديقة التلميذ» صدر العدد الأول منها في شباط 1924.
```

```
حلب 1924: وصف تفصيلي لحفل تدشين «المختبر الدراسي» للمدرسة الفاروقية بقلم سامي الكيالي.
```

17 نوفمبر، 2013، الساعة 07:37 مساءً
في الساعة التاسعة مساء من 11 ك1من عام 1924جرى حفل خاص دشنت به إدارة مدرسة التجهيز الفاروقية في حلب مختبرها المدرسي الذي استوردته خصيصا لأغراض تعليمية.
وقد وصف الحفل باسهاب «سامي الكيالي» صاحب مجلة «الحديث» فيما بعد.
وقد قمت بتلخيص البرنامج كما يلي، لكن ذلك لايغني عن قراءة ماكتبه «سامي الكيالي» لأن ماورد فيه قد يكون أقدم نص معروف للكيالي يوضح فيه أفكاره الطليعية
برنامج الحفل 
- الافتتاح بآي من الذكر الحكيم.
- مشهد إيمائي صامت: خيركم من تعلم وعلم.
- نشيد المدرسة الفاروقية.
- كلمة مدير المدرسة الأستاذ عبد الغفور المسوتي.
- ترجمة كلمة الإدارة إلى الفرنسية.
- محاضرة عن العين والإبصار يلقيها الطالب «نافع فنصة»
- لعبة الكراسي الموسيقية ينفذها طلاب المدرسة.
- محاضرة عن «الخلية» يلقيها الطالب «نديم أبو دان»
- لعبة ونشيد«الكرة» ينفذهما طلاب المدرسة.
- قصيدة نابوليون الثاني لفيكتور هيغو يلقيها الطالب«نجيب الطحان»
- إعلان تأسيس جمعية «معاضدة أبناء الفاروقية» يلقيه الأستاذ«عبد الغني جودة»
- محاضرة عن الكهرباء وتطبيقاتها يلقيها الطالب «عبد القادر أسود» ويساعده الطالبان «نبيه جبل وصالح حفار»
- نشيد العندليب يلقيه طلاب المدرسة.
- محاضرة في «مُوَلّد الماء» واستعمالاته العملية يلقيها الطالب«نجيب الطحان» ويساعده الطالبان «نبيه جبل وصالح حفار»
- كلمة للدكتور «عبد الرحمن الكيالي»
- كلمة الختام يلقيها مدير المدرسة.
- الأعمال الفنية المصاحبة للحفل من تنفيذ وإشراف الموسيقي «أحمد الأبري» والرسام «منيب النقشبندي»
- جميع المحاضرات العلمية تنفذ بمصاحبة الأدوات والمخابر العلمية التي زودت بها المدرسة مؤخراً
- يبدأ الحفل في الساعة التاسعة من مساء 11 كانون الأول 1924

```
[
1
]
```

محمد عدنان كاتبي
```
[
2
]
```

1. ↑  أرشيف جمعية العاديات.
2. ↑  كتاب نهر الذهب بتاريخ حلب